# アリシア・マルコワ

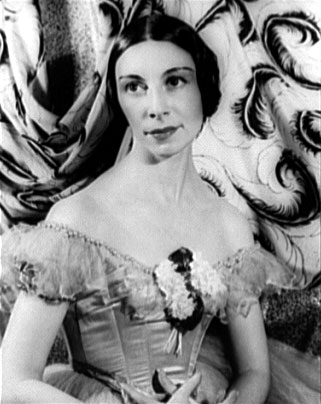
1940年5月

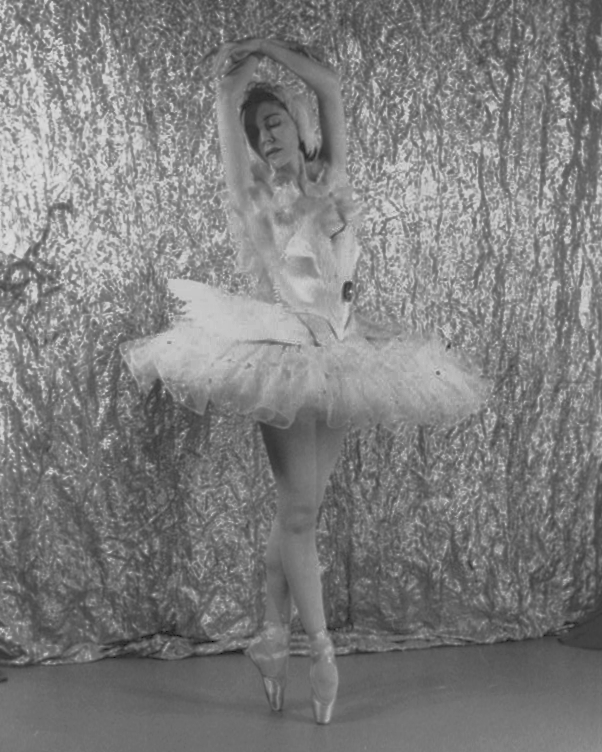
『瀕死の白鳥』 より

アリシア・マルコワ （Dame Alicia Markova DBE, 1910年12月1日 - 2004年12月2日） は、イギリスのバレエダンサー。

## 人物
ロンドンのユダヤ系の裕福な家庭に生まれた。本名はリリアン・アリス・マークス （Lilian Alice Marks）。幼時に亡命ロシア人貴族アスタフィエーワにクラシックバレエの手ほどきをうけ、10歳でロンドンの小劇場のパントマイム劇に出演する。
父親の死後、14歳の時にS・ディアギレフの門を叩き、モンテカルロでのバレエ・リュス公演 『ナイチンゲールの歌』 でバレエの初舞台を踏む。ロシア人でなければ素晴らしい踊り手ではないという当時の偏見を避けるため、アリシア・マルコワという芸名をディアギレフがつけた。バレエ・リュスとともにヨーロッパ中を巡演した。当り役は 『ジゼル』 のタイトル・ロールで、他にも 『くるみ割り人形』 や 『白鳥の湖』 などの全幕作品に主演した初の英国人ダンサーとなった。その優雅さ、そして通常のダンサーより小柄だったことから 「小さなパヴロワ」 と評されたこともあった。
1929年のディアギレフの死後は英国へ戻り、結成直後のヴィック・ウェルズ・バレエ団 （後のロイヤル・バレエ団） のプリマとして活躍していたが、当時は小規模だったこのカンパニーの活動だけでは飽き足らず、バレエ・リュス・ド・モンテカルロなどに客演していた。第二次世界大戦中は、疎開も兼ねて米国に渡り活動を続け、ハリウッドで映画にも出演した。
1950年、パートナーだったアントン・ドーリンと共にマルコワ・ドーリン・バレエ団を組織した。このバレエ団はその後フェスティバル・バレエ団と改称した後、1989年にイングリッシュ・ナショナル・バレエ団と名を改め、ロイヤル・バレエ団、バーミンガム・ロイヤル・バレエ団と並び英国を代表するバレエ団として現在でも活動を続けている。
2004年、バースの病院で死去。亡くなる年までバレエ団の総帥として後輩の指導に当っていた。

## 動画
- マルコワ、半生を振り返る （YouTube）